# Västerbottensost
Västerbottensost er en hård ost med små huller og forholdsvis stærk smag, som er blevet produceret siden 1870'erne, og i dag alene fremstilles af Norrmejerier på mejeriet i Burträsk.

## Fremstilling og lagring
Vid produktionen røres blandingen kontinuerligt og opvarmes flere gange, hvad der er specielt for ostetypen. Herefter lægges osten i pres og vendes flere gange for at få vallen ud. Osten mærkes med dato, fedtindhold samt produktionsgang.
Efter tre dage i saltlage køres osten til et lager i Ånäset mellem Umeå og Skellefteå, hvor osten hviler i 18 graders varme i 18 dage for at tørre til den første voksning. I disse 18 dage vendes osten hver morgen. Efter voksningen flyttes osten til et modningslager, hvor temperaturen er 12 grader, og luften har en luftfugtighed på 50 procent. Efter tolv måneders lagring sælges osten til grossist.

## Historie
Västerbottensosten blev efter overleveringen til ved et uheld i slutningen af 1872, da mejeristen Ulrika Eleonora Lindström, som arbejdede i Gammelbyns mejeri i Burträsk, blev forstyrret (ifølge en vandrehistorie på grund af et stævnemøde), så ostemassen blev afkølet og genopvarmet flere gange. Trods dette blev osten velsmagende og fik snart succes rundt om i Sverige..
I begyndelsen af 1900-tallet blev västerbottensosten fremstillet på mange mejerier og med kraftigt svingende kvalitet, af hvilken grund Västerbottens läns ostemejerier søgte om varemærkeregistrering for at kunne garantere kvaliteten på osten, og siden da har det kronede W været västerbottensostens kendetegn.
Osten spises dels som delikatesse eller dessertost, dels som ledsager til krebs eller kryddersild, med eller på knækbrød.

## Links og kilder
- Norrmejeriers webbsidor om Västerbottensost

1. 1 2  Carin Mannberg-Zackari. "Från barkbröd till gastronomisk förnyelse" i Svenska Turistföreningens årsbok 2001, ISSN 0283-2976
2. 1 2  Jonsson, Susanne (2008). Västerbottensost. Prisma. ISBN 978-91-518-5051-1.

64°31′15″N 20°39′19″Ø / 64.5209°N 20.6554°Ø